# إدوارد شتراوس
إدوارد شتراوس (بالألمانية: Eduard Strauß) (15 مارس 1835 – 28 ديسمبر 1916) مؤلف موسيقي نمساوي، وهو من أسرة شتراوس الموسيقية التي تضم أمثال شقيقيه يوهان شتراوس الثاني ويوزف شتراوس. 
وهو ابن يوهان شتراوس الأول وماريا آنا شترايم. وقد سيطرت موسيقى عائلة شتراوس على الموسيقى الخفيفة في فيينا لعقود وخاصة موسيقى الفالس والبولكا.

## روابط خارجية
- إدوارد شتراوس على موقع الموسوعة البريطانية (الإنجليزية)
- إدوارد شتراوس على موقع ميوزك برينز (الإنجليزية)
- إدوارد شتراوس على موقع ديسكوغز (الإنجليزية)